# Karel ze Žerotína
Karel ze Žerotína (německy Karl von Zierotin, 1509 – 20. září 1560) byl šlechtic a zakladatel kolínské linie významného moravského rodu Žerotínů. Proslul jako vojevůdce a bojovník proti Turkům.

## Život
Narodil se jako syn Jana mladšího ze Žerotína († okolo 1530) na Novém Jičíně a jeho ženy Anny z Ludanic.
V mladém věku vstoupil do Maltézského řádu a získal dobré vzdělání. Poté se dále vzdělával na svých dalekých cestách, při nichž navštívil téměř všechny země Evropy.
Po svém návratu vstoupil do služeb císaře Karla V., s nímž roku 1535 táhl do Tunisu, aby ztrestal osmanského piráta Chajruddína Barbarossu. Společně se 120 maltézskými rytíři se zúčastnil útoku na pevnost Goletta poblíž Tunisu a dobyl Bonu. Po návratu z této výpravy mu ve vlasti byla svěřena maltézská komenda.
Když se po smrti uherského krále Jana Zápolského v roce 1540 jeho vdova Izabela spojila s Turky a válka v Uhrách se znovu rozhořela, byl Karel ze Žerotína v řadách císařského vojska pod velením polního maršála Viléma z Roggendorfu. Pro císaře získal Pešť a během obléhání Bělehradu roku 1540 vpadl do tureckého tábora, ale náhle obklíčen Turky, musel se probít houfem sipáhiů.
Roku 1537 byl jeho zásluhou Žerotínům udělen dvorský úřad dědičného komorníka královského dvora na Moravě.
V roce 1544 velel moravským podpůrným oddílům a společně s Františkem Nyárym mezi Levicemi a Ostřihomí v bojích proti Turkům, kteří prchali, zanechavši na poli stovky padlých a raněných.
V roce 1547 již jako polní maršál vítězně táhl proti Janu Bedřichovi Saskému a Filipovi Hesenskému, vůdcům šmalkaldského spolku. Velel těžké jízdě a účastnil se všech bojů šmalkaldské války, včetně bitvy u Mühlberka. Ve službách českého krále Ferdinanda I. se rovněž podílel na potlačení české stavovské rezistence v roce 1547. 

### Manželství a rodina
Od roku 1550 byl ženatý s Veronikou Trčkovou z Lípy († 1567), s níž měl syny Jana Jetřicha († 1599) na Židlochovicích, Kašpara Melichara na Kolíně a Nových Dvorech a Jana Lukáše na Zdechovicích, a dcery Alenu, Johanku, Alžbětu a Barboru.